# KV21
KV21 (Kings' Valley 21) è la sigla che identifica una delle tombe della Valle dei Re in Egitto; titolari (due donne) non identificate; forse di famiglia reale della XVIII dinastia.

## Storia
Scoperta e scavata da Giovanni Battista Belzoni, per conto di Henry Salt, nel 1817. Mappata e rilevata nel 1825 da James Burton e da Eugène Lefébure nel 1889. Scavi sistematici nel 1989-1990 a cura di Donald P. Ryan.

## Architettura e ritrovamenti
KV21 si presenta con la struttura tipica delle tombe della XVIII dinastia, ad asse piegato.
È costituita da un ingresso cui segue un corridoio in forte pendenza seguito da ulteriori tre corridoi, pure in pendenza, che danno accesso ad una camera funeraria con pilastro centrale ed una camera laterale. Le pareti, non decorate, sono ben tagliate e lisciate.
All’atto della scoperta, nel 1817, e durante i rilievi di James Burton del 1825, la tomba appariva preservata da inondazioni; non così nel 1989-1990 quando, invece, risultò invasa da detriti trascinati all’interno, appunto, da notevoli infiltrazioni d’acqua piovana
Belzoni rinvenne, nella camera funeraria, due mummie di sesso femminile, con il braccio sinistro ripiegato sul torace, nella postura tipica delle regine, nonché vasellame in terracotta ed alabastro. Nel corso di intrusioni ladresche, avvenute dopo la scoperta del 1817, le mummie vennero trascinate fino al primo corridoio e danneggiate pesantemente alla ricerca di amuleti eventualmente nascosti.
Nel 1989-1990 Donald P. Ryan procedette alla rimozione dei detriti trascinati nella tomba unitamente a frammenti di suppellettili evidentemente provenienti da altri scavi (tra cui due ushabty di Ramses VI e Ramses VII). Rinvenne alcune delle suppellettili notate da Belzoni ivi compresi i frammenti di 24 grandi giare, di tipologia compresa tra i regni di Hatshepsut e Thutmosi IV, contenenti pezze di lino e natron, evidenti tracce dei prodotti usati per l’imbalsamazione.
Vennero rinvenute anche le mummie danneggiate, ma nulla che potesse fornire indicazioni sull’identità. Si valutò, tuttavia, che le stesse avevano il braccio sinistro, piegato al gomito, che attraversava il torace; la mano sinistra era stretta a pugno ed il braccio destro disteso lungo il fianco. Tale postura riflette quella già notata in altre sepolture femminili di regine (la Elder Lady di KV35); ciò avvalorerebbe il fatto che si trattava, perciò, di donne appartenenti ad una famiglia reale della XVIII dinastia.

## Ultime risultanze
Nel 2010 sono stati annunciati i risultati di analisi del DNA praticate su una delle mummie della KV21 e sui feti rinvenuti nella KV62 di Tutankhamon: si è così appurato, con un buon margine di certezza, che una delle mummie è la madre dei feti. Nessun elemento consente, tuttavia, di indicarla come Ankhesenamon, l’unica regina conosciuta di Tutankhamon.

### Annotazioni
1. ↑  Le tombe vennero classificate nel 1827, dalla numero 1 alla 22, da John Gardner Wilkinson in ordine geografico. Dalla numero 23 la numerazione segue l’ordine di scoperta.
2. ↑  Burton descrisse la tomba come ‘’una tomba pulita, l’acqua non è mai entrata’’, riportata da Reeves e Wilkinson (2000), p. 115)

### Fonti
1. ↑  Theban Mapping Project.
2. ↑  Nicholas Reeves e Richard Wilkinson, The complete valley of the Kings, New York, Thames & Hudson, 2000, p. 115.
3. ↑  Reeves e Wilkinson (2000), p. 115.
4. ↑  http://news.discovery.com/archaeology/king-tut-dna-lineage.html